# 钦敦喉褶蜥
钦敦喉褶蜥（学名：Ptyctolaemus chindwinensis），一种于缅甸北部实皆省钦敦江流域德曼迪自然保护区发现的爬行动物，隶属于飞蜥科喉褶蜥属。

## 形态特征
钦敦喉褶蜥中等体型，头体长45.6-83.5毫米，尾长与头体长之比为2.24-2.47。背鳞样式多样。雄性喉部区域亮黄色，具有2或3条短黑纹；雌性喉部区域灰白色，无条纹。